# Matt Costa
Matthew Albert Costa, ou apenas Matt Costa, (Huntington Beach, Califórnia, 16 de junho de 1982) é um cantor e compositor estadunidense de origem portuguesa. 

## Carreira
Matt era skatista e quase chegou ao profissionalismo como tal. O que o impediu foi um sério acidente que sofreu em 2003, enquanto andava de skate, que o obrigou a repousar por dezoito meses. No tempo em que ficou impossibilitado, focou suas energias e talento num violão que tinha em casa. Fez pequenas gravações, que chegaram às mãos de Tom Dumont, guitarrista do No Doubt. Tom ficou impressionado com o talento do garoto e decidiu ceder seu estúdio para Matt gravar mais músicas. O resultados foi Songs We Sing, lançado na cena independente em 2005 e pela Brushfire em 2006.
O segundo disco veio em 2008, com o nome Unfamiliar Faces, e teve como principal single a canção Mr. Pitiful, usada em diversas trilhas sonoras e programas de televisão, além de ter sido um sucesso comercial na internet.
Já em 2010, seu terceiro disco, intitulado Mobile Chateau, tem lançamento previsto para o dia 21 de setembro. No dia 13 de setembro, o cantor disponibilizou gratuitamente o álbum inteiro para se ouvir no seu site.

## Discografia

### Álbuns
| Ano  | Disco            | Notas                         |
| ---- | ---------------- | ----------------------------- |
| 2005 | Songs We Sing    | (independente)                |
| 2006 | Songs We Sing    | (relançamento pela Brushfire) |
| 2008 | Unfamiliar Faces |                               |
| 2010 | Mobile Chateau   |                               |

### EPs
- 2003: Matt Costa EP
- 2005: The Elasmosaurus EP